# Mistrzostwa Świata w Łucznictwie 1938
8. Mistrzostwa Świata w Łucznictwie odbyły się 8–13 sierpnia 1938 w Londynie w Wielkiej Brytanii. Organizatorem była Międzynarodowa Federacja Łucznicza.
Polska wywalczyła 4 medale. Złoto zdobyła drużyna kobiet w składzie Janina Kurkowska, Ludmiła Dubajowa, Irena Skorupska. Kurkowska wywalczyła też brąz indywidualnie. Wicemistrzem świata w konkursie panów został Feliks Majewski, który zdobył także srebro w drużynie, z Wojewskim i Kazimierziem Filipem.

## Medaliści

### Strzelanie z łuku klasycznego
| Konkurencja            | Złoto                                                                 | Srebro                                                        | Brąz                                                      |
| Indywidualnie kobiet   | Nora Weston-Martyr                                                    | Louise Nettleton                                              | Janina Kurkowska                                          |
| Indywidualnie mężczyzn | František Hadaš                                                       | Feliks Majewski                                               | C. Smith                                                  |
| Drużynowo kobiet       | Polska · Janina Kurkowska · Ludmiła Dubajowa · Irena Skorupska        | Wielka Brytania · Louise Nettleton · Lindner · Luisa Sandford | Szwecja · Lisa Heilborn · Julia Stranne · Tina Kjellson   |
| Drużynowo mężczyzn     | Czechosłowacja · Bedrich Dolezal · František Hadaš · Jaroslav Leneček | Polska · Feliks Majewski · Wojewski · Kazimierz Filip         | Francja · Gaston Questeman · Roger Béday · Pierre Felbacq |

## Klasyfikacja medalowa
| Lp. | Państwo         | Złoto | Srebro | Brąz | Razem |
| 1.  | Czechosłowacja  | 2     | 0      | 0    | 2     |
| 2.  | Polska          | 1     | 2      | 1    | 4     |
| 2.  | Wielka Brytania | 1     | 2      | 1    | 4     |
| 4.  | Francja         | 0     | 0      | 1    | 1     |
| 4.  | Szwecja         | 0     | 0      | 1    | 1     |